# 50th Birthday Celebration Volume Ten
50th Birthday Celebration Volume Ten est un album de  John Zorn et Yamataka Eye. Fred Frith joue sur la cinquième pièce. Cet album fait partie de la série 50th Birthday Celebration enregistrée au Tonic en septembre 2003 à l'occasion des 50 ans de John Zorn. Deux clips vidéo de cette performance sont disponibles sur le cd.

## Titres
| 1.    | Postiviva                        | 9:30 |
| 2.    | M.S.T.G.L. (Moneysextripgodlove) | 6:45 |
| 3.    | Big Muff Dive                    | 8:28 |
| 4.    | Microwaveable Empty Highway      | 5:13 |
| 5.    | Sun See Soon                     | 9:21 |
| 6.    | Choronzone                       | 5:04 |
| 44:21 |                                  |      |

## Personnel
- Yamataka Eye - chant, électronique
- Sawai Taeji - technicien
- John Zorn - saxophone alto

Invité
- Fred Frith - guitare (5)